# Internazionali di Tennis di Baviera 1976
Gli Internazionali di Tennis di Baviera 1976 (noti anche come BMW Open per ragioni di sponsorizzazione) sono stati un torneo di tennis giocato sulla terra rossa. È stata la 61ª edizione del torneo, che fa parte del Commercial Union Assurance Grand Prix 1976. Si è giocato a Monaco di Baviera in Germania, dal 4 al 9 maggio 1976.

## Campioni

### Singolare
Manuel Orantes ha battuto in finale  Karl Meiler con il punteggio di 6–1, 6–4, 6–1

### Doppio
Juan Gisbert Sr. /  Manuel Orantes hanno battuto in finale  Jürgen Fassbender /  Hans-Jürgen Pohmann che si sono ritirati sul punteggio di 1–6, 6–3, 6–2, 2-3